# آفرین (پاکدشت)
آفرین (پاکدشت)، روستایی از توابع بخش شریف‌آباد شهرستان پاکدشت در استان تهران ایران است.

## جمعیت
این روستا در دهستان شریف‌آباد قرار دارد و براساس سرشماری مرکز آمار ایران در سال ۱۳۸۵، جمعیت آن ۷۰۵ نفر (۱۷۰خانوار) بوده‌است.